# Kloster Kinalehin

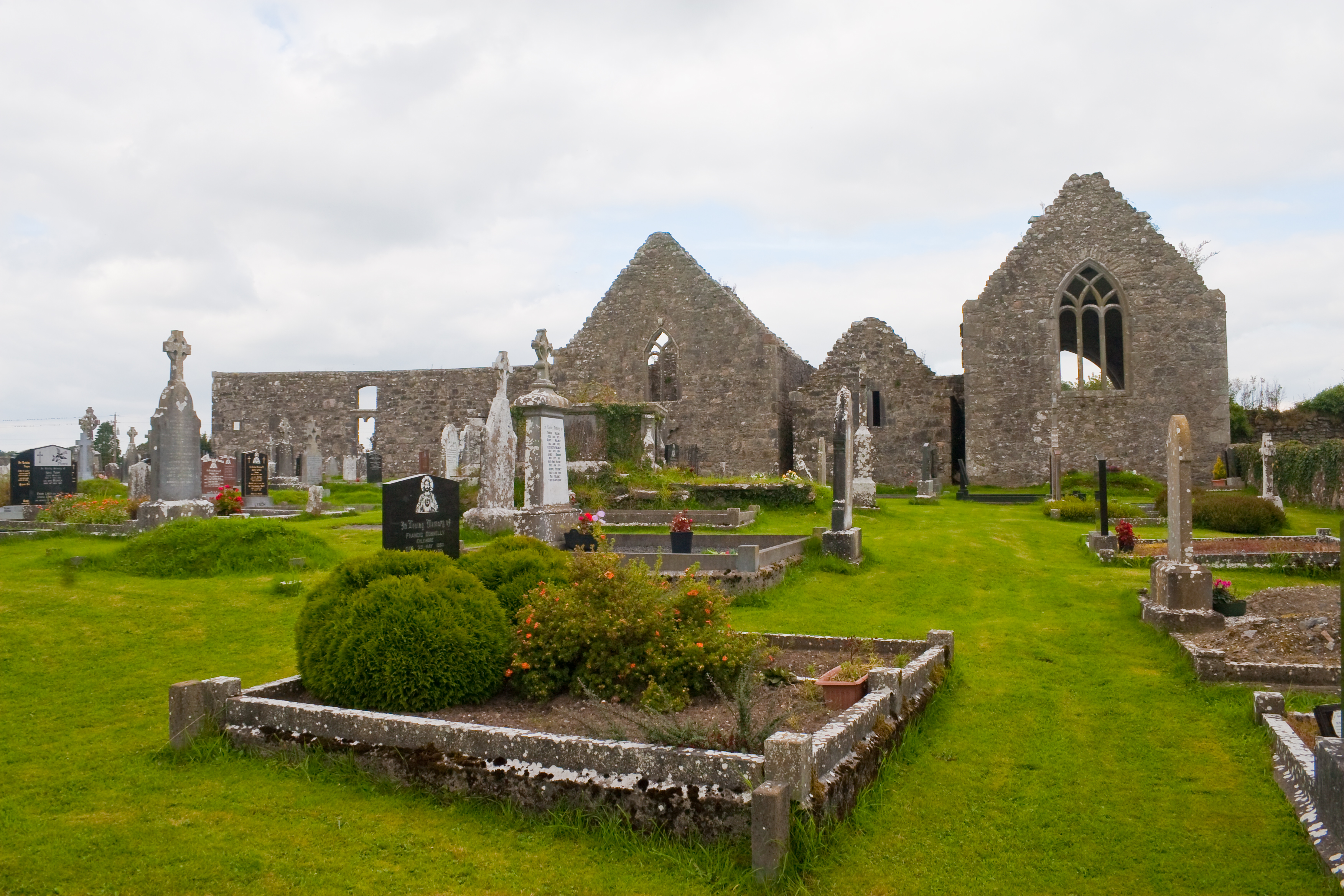
Südansicht des Klosters Kinalehin

Das Kloster Kinalehin (irisch Cinéal Fechin, englisch Kinalehin Friary) wurde zunächst 1252 von John de Cogan I. als Priorat der Kartäuser in der Diözese Clonfert gegründet. Nachdem diese Gründung jedoch nicht erfolgreich verlaufen war, wurde 1371 durch die Familie de Burgo das ungenutzte Kloster als Haus der Franziskaner neu gegründet. Das Kloster wurde zunächst während der Reformation aufgelöst und teilweise zerstört. Der Konvent kam in der Nähe unter und trat 1611 zu den Observanten über. Das Kloster wurde danach zeitweise bis 1698 genutzt, und die letzten zu Kinalehin gehörenden Brüder verstarben um 1825.
Der irische Name Cinéal Fechin, übersetzt das „Geschlecht der Fechin“, war die Bezeichnung der lokal ansässigen Bevölkerung in den Zeiten des Königreiches Hy-Many. Die Gemeinde auf dem Grund des ehemaligen Klosters nennt sich heute schlicht Abbey und liegt an der Regionalstraße R353 etwa zwölf Kilometer westlich von Portumna an den Ausläufern der weiter westlich gelegenen Slieve-Aughty-Berge.

## Geschichte
Kinalehin war die einzige Gründung der Kartäuser in Irland. Die Mönche kamen wohl entweder aus den Häusern Witham oder Hinton aus Somerset. Die Kartause wurde wohl um 1279 zerstört, war aber offenbar wieder hergerichtet, als Eduard I. am 27. Juli 1282 einen Schutzbrief für den Prior, die Mönche und die Laienbrüder erließ. Dokumente deuten einen Verkauf des Klosters an die Johanniter im Jahr 1306 an, jedoch sind Mönche im Kloster bis 1341 verblieben. Da jedoch die englischen Priore bereits 1321 entschieden hatten, keine weiteren Mönche mehr nach Kinalehin zu schicken, ließ sich das Kloster nicht mehr weiter halten. Zum Zeitpunkt der Übergabe des Klosters an die Franziskaner war die Anlage bereits seit drei Jahrzehnten ungenutzt.

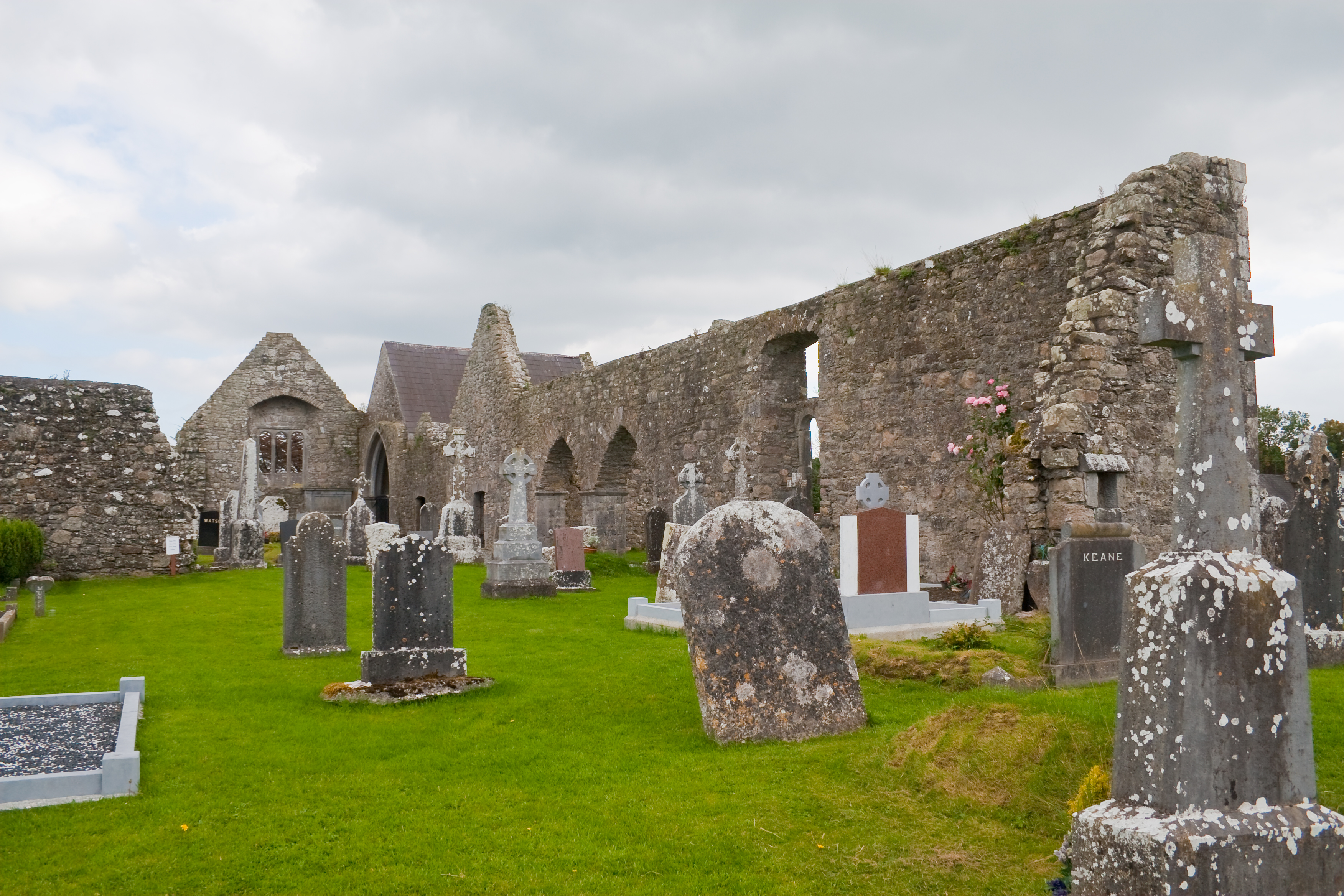
Ansicht des Kirchenschiffs mit zwei Arkaden zum nicht mehr erhaltenen südlichen Seitenschiff

Im Jahr 1400, knapp drei Jahrzehnte nach der Neugründung, erließ Bonifatius IX. einen Ablass für alle bußfertigen Pilger, die bereit waren, Almosen für die Erhaltung und die Restaurierung des Klosters und der Patrick geweihten Kirche zu geben. Im Auftrag des Gegenpapstes Johannes XXIII. kam es 1414 mit Kilconnell und Meelick zur Gründung zwei weiterer Häuser der Franziskaner in der gleichen Diözese. Der Einfluss der Franziskaner in der Diözese war damit so weitreichend, dass mit einer einzigen Ausnahme alle Bischöfe von 1405 bis zur Reformation diesem Orden angehörten.
Während der Reformation wurde das Kloster aufgehoben und teilweise zerstört. Die Brüder zogen sich in einen Wald der Umgebung zurück und traten 1611 zu den Observanten über. Richard de Burgo, der vierte Earl of Clanricarde, kaufte das Kloster von der Krone zurück und ließ insbesondere das Dormitorium und einige weitere Räume instand setzen, so dass 1615 die Brüder wieder zurückkehren konnten. Der Provinzial Donagh Mooney schrieb um 1615 an die Mutter Richard de Burgos, dass das Kloster kürzlich niedergebrannt worden sei, das Kirchenschiff wieder habe eingedeckt werden können, die anderen Gebäudeteile jedoch noch nicht wiederhergestellt seien. Die Familie der de Burgos schützte weiterhin das Kloster, und 1642 erhielt John de Burgo die Bischofsweihe in Kinalehin. Während der Feldzüge Oliver Cromwells mussten die Mönche wieder fliehen, konnten aber während der Regentschaft von Karl II. zurückkehren, als 1662 der sechste Earl of Clanricarde die Besitztümer wieder zurückgewann. Nach dem 1697 verabschiedeten Bishop’s Banishment Act, eines der Penal Laws des irischen Parlaments, der alle Bischöfe und Geistlichen zum Verlassen Irlands bis zum 1. Mai 1698 zwang, verließen die Brüder das Kloster, nachdem sie zuvor noch die Wertgegenstände bei befreundeten Familien hinterließen.
Einige ältere Brüder sollen lokalen Traditionen zufolge in der Region geblieben sein, wurden aber in der Nähe von Coolfin (etwa sieben Kilometer nördlich von Gort) auf einer danach Friar’s Bridge genannten Brücke aufgegriffen und getötet. Im Jahr 1715, als die Wirkung der gegen die Katholiken erlassenen Strafgesetze etwas nachließ, fanden wieder einige Brüder in das Kloster zurück ähnlich wie auch bei Kilconnell und Meelick. Später stellte ihnen ein Landbesitzer etwas Land und freie Quartiere kostenfrei zur Verfügung, so dass es den Brüdern so gut ging, dass sie eine kleine Kapelle errichten konnten. Die letzten zu Kinalehin gehörenden Franziskaner verstarben um 1825.